# Hain Steamship Company
Die britische Hain Steamship Company Ltd. bestand von 1901 bis 1971 als Reederei und im Anschluss bis 1978 als Mantelgesellschaft.

## Geschichte
Die Wurzeln des Unternehmens reichen zurück in das Jahr 1816, in dem die Familie Hain aus dem Fischereiort St Ives in Cornwall einen Anteil am Fischlogger Dasher erwarb. Im Jahr 1838 kauften Edward Hain & Son den Schoner Camilla und 1850 kam der Schoner Mystery hinzu. Mit diesen Handelsschiffen wurde anfangs haltbar gemachter Fisch ins Mittelmeer gebracht und auf den Rückreisen Trockenfrüchte geholt. Bald danach wurde auch Zucker von den Westindischen Inseln und Kaffee aus Brasilien importiert und ab 1860 handelten die Hains weltweit.

### 1878 Die ersten Dampfer
Der Bau des ersten Dampfschiffs der Reederei ging auf die Initiative des 1851 geborenen Edward Hain IV zurück. Dieser hatte zunächst bei der Bolitho Bank in St Ives und danach bei einem Teehändler in London gearbeitet. Bei seiner Rückkehr nach St Ives überzeugte er 1878 seinen Vater von den Vorteilen und Hains erster Frachtdampfer wurde bei John Readhead and Sons in South Shields (die später insgesamt 87 Schiffe für Hain bauten) in Auftrag gegeben. Die Bolitho Bank finanzierte den 18.000 Pfund teuren Neubau, woraufhin das Schiff Trewidden nach einem Bolitho-Anwesen bei Penzance benannt wurde. In den Folgejahren wurde die Reedereiflotte zügig ausgebaut. Mit dem Umstieg auf Dampfschiffe wurde auch die Benennung der Schiffe vereinheitlicht – alle Namen begannen mit dem Kürzel „Tre“, was auf kornisch in etwa mit „der Ort von“, Hofstatt oder Behausung bedeutet. Die Schornsteine der Schiffe waren seitdem schwarz mit einem großen weißen „H“. Bis 1889 betrieb Edward Hain bereits 17 ausschließlich bei Readhead gebaute Trampdampfer und das letzte Segelschiff Margaret Hain wurde verkauft. Viele Schiffe setzte Hain im damals gängigen Handel ausgehend mit Kohle ins Mittelmeer und Rückreisen mit Getreide aus dem Schwarzen Meer ein.

### 1901 Hain Steamship Company Limited
Im Jahr 1901 war die Hain-Flotte auf 22 bei Readhead gebaute Trampdampfer mit einem Schätzwert von etwa einer halben Million Pfund angewachsen. Am 16. September 1901 wurden alle Einschiffsgesellschaften in der Kapitalgesellschaft Hain Steamship Company Limited umgewandelt. 1907 übernahm Hain den 50sten Trampdampfer von Readhead, die Trevince – Readhead hatte damit jedes fünfte Schiff seit 1878 für Hain gebaut. Bis 1913 wuchs die Hain-Flotte auf 36 Einheiten mit weiteren fünf Schiffen im Auftrag.

### 1917 Übernahme durch P&O
Nachdem Hains einziger Sohn Edward in der Schlacht von Gallipoli gefallen war und der Seniorchef Sir Edward Hain am 20. September 1917 ebenfalls starb, bot Lord Inchcape, Vorsitzender der Peninsular and Oriental Steam Navigation Company, den Anteilseigner am 27. September 1917 eine Übernahme der Hain Steamship Company für annähernd vier Millionen Pfund an. Das Angebot wurde angenommen und die Hälfte der Hain-Anteile unmittelbar nach der Übernahme an die P&O-Tochtergesellschaft British India Steam Navigation Company weitergegeben. Die Hain Line verlegte ihren Sitz nach der Übernahme nach London, blieb aber als eigenständige Reederei in der P&O-Gruppe erhalten. Spät im Jahr 1917 übernahm Hain die Mercantile Steam Ship Company Ltd. (J. & C. Dunkerley). Im Ersten Weltkrieg wurden 18 Schiffe durch Feindeinwirkung zerstört und weitere drei gingen aus anderen Gründen verloren – 100 Seeleute starben.
Die Mercantile Steam Ship Company wurde 1923 aufgelöst, weil P&O keinen Nutzen im gleichzeitigen Betreiben zweier Trampreedereien sah. Im selben Jahr übernahm Hain die Strick Line. Die Rezession der 1930er Jahre traf auch Hain und es mussten immer wieder Schiffe im River Fal aufgelegt werden. Mit dem Management und der Bemannung von Schiffen in Charter der P&O konnte Hain zumindest ein geringes Einkommen erwirtschaften.

### 1945 Neuaufbau der Flotte
Im Zweiten Weltkrieg verlor die Hain Steamship Company 28 Schiffe die allesamt in Charter der P&O fuhren. In den Nachkriegsjahren baute Hain die Flotte erneut auf und setzte vermehrt auf Motorschiffe.
Durch die Sueskrise 1956/57 fielen die Frachtraten und bis 1958 machte der Großteil der Hain-Schiffe Verluste. Im Mai 1962 übernahm die Reederei mit der Trebartha das letzte neue Trampschiff von ihrer Stammwerft Readhead und im August 1963 wurde mit der Treneglos das letzte neue Schiff an Hain abgeliefert (letztere wurde bereits auf die P&O-Tochter New Zealand Shipping Company eingetragen). Die Frachtraten blieben bis in die frühen 1960er Jahre auf niedrigem Niveau, zudem wurden immer größere Teile des Ladungsaufkommens in der Trampschifffahrt von Massengutschiffen übernommen. Daher kam die P&O 1963 zum Schluss, dass die herkömmliche Trampfahrt unter britischer Flagge keine große Zukunft mehr hatte und rationalisierte in den 1960er Jahren ihren Trampschifffahrtsbereich.

### 1964 Hain-Nourse Ltd.
Die Nourse Line und die Asiatic Steam Navigation Company hatten ihre angestammten Liniendienste in den 1950er Jahren verloren und keine Erfahrung im Trampbereich. Daher übertrug die P&O das gemeinsame Management und den Betrieb der Flotte 1964 auf die Hain Nourse Management Ltd. Im Jahr darauf wurde die Hain Steamship Company in Hain-Nourse Ltd. umbenannt und das Eigentum der Schiffe der Nourse Line und der Asiatic Steam Navigation Company auf Hain-Nourse übertragen. Gleichzeitig wurde auch das Management der ersten Massengutschiffe von P&O, die im Associated-Bulk-Carriers-Verbund betrieben wurden, auf Hain-Nourse übertragen. Die Schornsteinfarbe änderte sich dabei auf blau mit den weißen verbundenen Buchstaben „HN“.

### 1971 P&O General Cargo Division und P&O Bulk Shipping Division
Im Jahr 1971 gliederte die P&O-Gruppe die Hain-Nourse-Trampschiffe in die bestehende P&O General Cargo Division und die Massengutschiffe in die P&O Bulk Shipping Division ein. Die Schiffe wurden umbenannt und auf die P&O-Farben umgestellt. Das Unternehmen Hain Nourse Ltd. blieb danach als Mantelgesellschaft bestehen und wurde schließlich 1978 in P&O Ferries Ltd. umbenannt.